# ネド・ナジ
ネド・ナジ（Nedo Nadi、1894年6月9日 - 1940年1月29日）は、イタリア・リボルノ出身の男子フェンシング選手。身長188cm。弟のアルド・ナジもフェンシング選手。
オリンピック1大会でフルーレ、エペ、サーブルの3種目で金メダルを獲得した唯一の選手である。また1大会5個の金メダルは、1972年にマーク・スピッツに破られるまで最多記録だった。

## 略歴
7歳の時に父からフェンシングを教えられた。フルーレとサーブルは教えられたが、エペは独学で学んだ。
1912年のストックホルムオリンピックで、フルーレ個人では史上最年少の18歳29日で金メダルを獲得した。その他、サーブル個人とサーブル団体で5位となった。
1916年のオリンピックはドイツのベルリンで開催される予定だったが、第一次世界大戦が勃発したため中止となり、ネド・ナジもイタリア軍の一人として従軍した。
戦後の1920年のアントワープオリンピックには、敗戦国であるドイツ、ハンガリー、オーストリア、ブルガリア、トルコなどは戦争責任を問われ招待されなかった。特に当時フェンシングの強豪国であったハンガリーが不参加となったことから、ネド・ナジは金メダルを狙い、フルーレ、エペ、サーブルの3種目の練習に取り組んだ。オリンピック開会式ではイタリア選手団の旗手を務め、フルーレ個人と団体、エペ団体、サーブル個人と団体の計5個の金メダルを獲得した。腸の問題で棄権せざるをえなかったため、エペ個人だけはメダルを逃した。
弟のアルド・ナジも団体のメンバーとして計3個の金メダルを獲得し、サーブル個人で銀メダルを獲得した。
1935年から死去する1940年までイタリア・フェンシング連盟の会長を務めた。